# Miguel Torres
Miguel Torres Gómez (* 28. Januar 1986 in Madrid) ist ein ehemaliger spanischer Fußballspieler.
Seine bevorzugte Position war die rechte Außenverteidigung, doch seine Vielseitigkeit erlaubte es ihm, auch auf der linken Seite sowie in der Innenverteidigung zu spielen.

## Karriere

### Im Verein
Miguel Torres begann seine Fußballerlaufbahn bereits mit neun Jahren bei Real Madrid. Bei den Madrilenen durchlief er alle Jugendkategorien, bevor er im Sommer 2006 in den Kader der zweiten Mannschaft Real Madrid Castilla aufgenommen wurde. Sein Debüt in der ersten Mannschaft feierte er im spanischen Pokal am 25. Oktober 2006 gegen Écija Balompié. Die verletzungsbedingten Ausfälle der Außenverteidiger Roberto Carlos, Marcelo und Míchel Salgado sowie seine starken Leistungen führten dazu, dass er ab Januar 2007 regelmäßig in der Startaufstellung der ersten Mannschaft stand. Im August 2009 wechselte Torres zum FC Getafe, Real Madrid behielt eine Rückkaufoption bis 2011. Im August 2013 unterschrieb Torres einen Dreijahresvertrag beim griechischen Rekordmeister Olympiakos Piräus, der bereits nach einem Jahr wieder aufgelöst wurde.
Zur Saison 2014/15 wechselte Torres zum FC Málaga.

### In der Nationalmannschaft
Miguel Torres feierte am 6. Februar 2007 gegen England sein Debüt in der spanischen U-21.

## Erfolge/Titel
- Spanischer Meister: 2007, 2008
- Spanischer Supercupsieger: 2008
- Griechischer Meister: 2014